# 1440
- Wikisource

| Calendário gregoriano                                                        | 1440 MCDXL                                            |
| Ab urbe condita                                                              | 2193                                                  |
| Calendário arménio                                                           | 889 – 890                                             |
| Calendário bahá'í                                                            | -404 – -403                                           |
| Calendário budista                                                           | 1984                                                  |
| Calendário chinês                                                            | 4136 – 4137 Início a 3 de fevereiro (aproximadamente) |
| Calendário copta                                                             | 1156 – 1157                                           |
| Calendário etíope                                                            | 1432 – 1433                                           |
| Calendários hindus - Vikram Samvat - Calendário nacional indiano - Cáli Iuga | 1495 – 1496 1361 – 1362 4540 – 4541                   |
| Calendário Holoceno                                                          | 11440                                                 |
| Calendário islâmico                                                          | 844 – 845                                             |
| Calendário judaico                                                           | 5200 – 5201                                           |
| Calendário persa                                                             | 818 – 819                                             |
| Calendário rúnico                                                            | 1690                                                  |
| Calendário solar tailandês                                                   | 1983                                                  |

1440 (MCDXL, na numeração romana) foi um ano bissexto do século XV do Calendário Juliano, da Era de Cristo, e as suas letras dominicais foram  C e B (52 semanas), teve início a uma sexta-feira e terminou a um sábado.
| Ano completo                          |
| ------------------------------------- |
| Ano bissexto com início à sexta-feira |

## Eventos
- Itzcóatl, rei asteca de Tenochtitlán morre e é sucedido por Moctezuma I, Moctezuma Ilhuicamina.
- Fim do mandato do Regente da Suécia Karl Knutsson Bonde.
- Ano de criação da Imprensa.
- Gilles de Rais, o maior assassino em série da história é condenado pela morte de mais de 200 crianças, em Nantes, na França.
- Criação das paróquias de S. Vicente e Arco de São Jorge.
- Fundação da freguesia de S. Vicente.
- Criação da paroquia do Caniço.
- Criação das freguesias da Ribeira Brava, Caniço, Ponta do Sol e Santa Cruz.
- Doação da capitania de Machico a Tristão Vaz Teixeira.
- Criação das paróquias do Caniço e Ribeira Brava.
- Doação a Henrique Alemão de terras de sesmaria na Madalena do Mar por João Gonçalves Zarco.
- Distribuição de terras na freguesia da Ribeira Brava.

## Nascimentos
- 22 de janeiro - Ivan III, grande duque de Moscou (m. 1505).
- 13 de fevereiro - Hartmann Schedel, cartógrafo alemão.
- 22 de fevereiro - Ladislaus Posthumus da Boêmia e Hungária.
- Johannes Martini, compositor de franco-flamengo.

## Mortes
- Itzcóatl, rei asteca de Tenochtitlán.
- Giovanni Vitelleschi, condottiere e bispo de Recanati.